# Jana gracilis
Jana gracilis är en fjärilsart som beskrevs av Walker 1855. Jana gracilis ingår i släktet Jana och familjen Eupterotidae. Inga underarter finns listade i Catalogue of Life.